# Sirianis Méndez Hernández
Sirianis Méndez Hernández (ur. 14 marca 1983 roku) – kubański siatkarz, były reprezentant Kuby. Od sezonu 2008/2009 występujący w polskiej lidze w barwach Jadaru Radom. Kubańczyk nie jest już siatkarzem Jadaru Radom, ponieważ w testach antydopingowych, wykryto że zawodnik miał przekroczony w organizmie poziom pseudoefedryny. Prezes Tadeusz Kupidura rozwiązał z nim kontrakt.

## Kluby
- do 2008 Changos de Naranjito
- od 2008 do 2010 Jadar Radom
- od 2010 Aris Saloniki

## Sukcesy
- 5. Miejsce na mistrzostwach świata Juniorów 2001
- 3. Miejsce w Lidze Światowej 2005

## Nagrody Indywidualne
- 2005 Najlepszy Libero Ligi Światowej